# Violet Nicolson
Violet Nicolson, pseudonimo di Adela Florence Nicolson (Stoke Bishop, 9 aprile 1865 – Madras, 4 ottobre 1904), è stata una poetessa inglese.

## Biografia
Adela nacque il 9 aprile 1865 a Stoke Bishop nel Gloucestershire, seconda delle tre figlie del colonnello Arthur Cory e Fanny Elizabeth Griffin.
Dato che suo padre era un membro dell'esercito britannico a Lahore, Violet crebbe dai suoi parenti in Inghilterra. Partì per l'India nel 1881 per raggiungere il padre redattore della sezione di Lahore di The Civil and Military Gazette; fu lui che con ogni probabilità diede a Rudyard Kipling (contemporaneo di sua figlia) il suo primo impiego come giornalista. Anche le sue sorelle, Annie Sophie Cory e Isabel Cory, intrapresero la carriera di scrittrici: Annie scrisse romanzi popolari e audaci sotto lo pseudonimo di "Victoria Cross", mentre Isabel assistette e poi succedette al padre come direttrice della Sind Gazette.
Nell'aprile 1889, Adela sposò il colonnello Malcolm Hassels Nicolson, che all'epoca aveva il doppio della sua età ed era comandante del 3º battaglione, il reggimento Baluch. Pare che si fosse guadagnato la reputazione di essere molto audace attraversando il fiume Mango Pir saltando da un coccodrillo all'altro. Essendo un linguista di talento, le fece conoscere il suo amore per l'India, i costumi e il cibo nativi, che lei iniziò a condividere. Questo diede alla coppia la reputazione di essere eccentrica. Durante la spedizione nella valle di Zhob del 1890, Adela seguì suo marito attraverso i valichi del confine afgano travestita da ragazzo Pathan. Vissero a Mhow dal 1895 fino all'inizio del 1900.
Dopo la morte del marito dovuta ad una operazione alla prostata, Adela, che era stata incline alla depressione fin dall'infanzia, si suicidò avvelenandosi, morendo all'età di 39 anni il 4 ottobre 1904 a Madras.
Suo figlio Malcolm pubblicò le sue Poesie selezionate postume nel 1922.

### Carriera letteraria

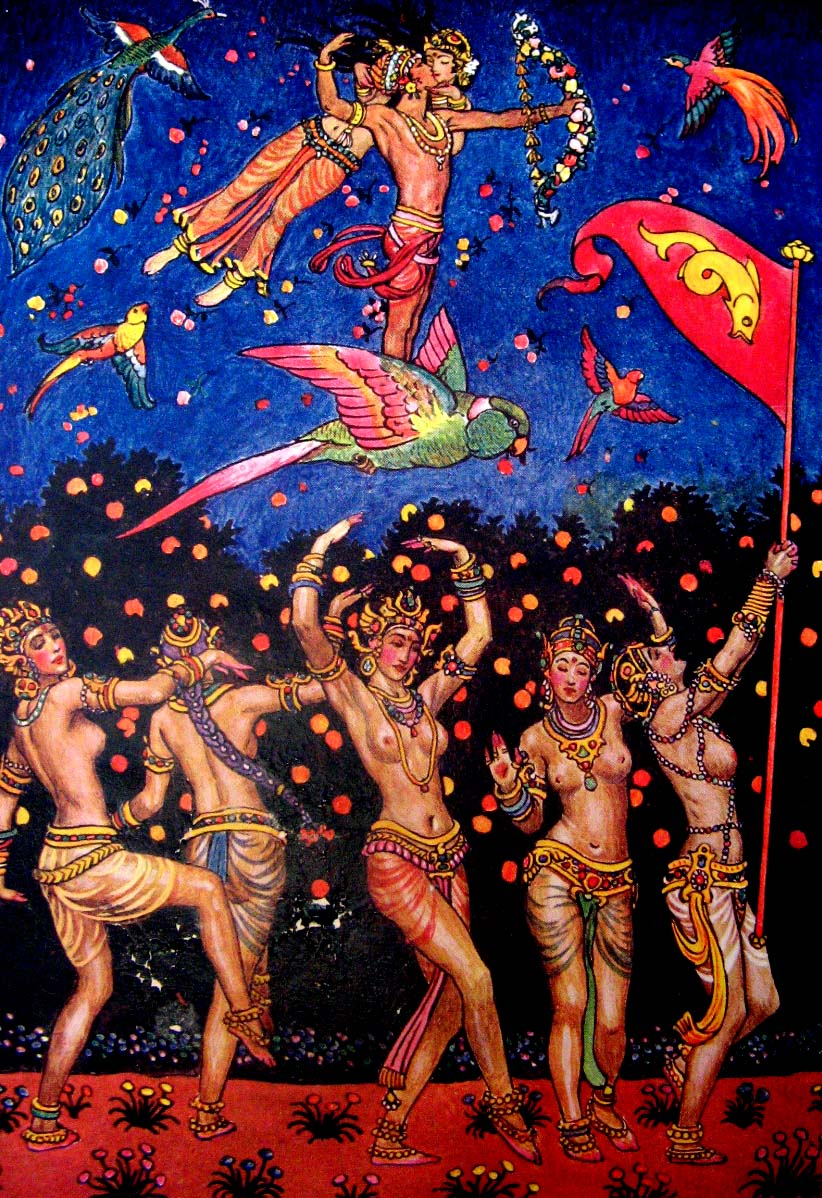
Una delle illustrazioni di Byam Shaw per l'edizione deluxe del 1914 del Giardino di Kama

Nel 1901 pubblicò Garden of Kama, che fu distribuito un anno dopo in America con il titolo India's Love Lyrics. Tentò di far passare i suoi componimenti come traduzioni di vari poeti, ma tale pretesa destò presto sospetti. Le sue poesie utilizzavano spesso immagini e simboli dei poeti della Frontiera nord-occidentale dell'India e dei poeti sufi della Persia. Fu tra le poetesse romantiche più popolari dell'età edoardiana. Le sue poesie riguardano tipicamente l'amore e la perdita e, spesso, la morte che segue una condizione generale di infelicità. Molte di esse presentano un carattere autobiografico/confessionale.
I dettagli della sua vita non sono facili da reperire a causa della scarsità di lettere e altre testimonianze scritte e la maggior parte di ciò che è noto di Adela è stato dedotto dalla sua poesia. Nonostante l'uso di pseudonimi e personaggi romanzati da parte di Adela, fu chiaro da alcuni dei suoi contemporanei che le sue poesie furono profondamente personali, persino confessionali. La "Dedica a Malcom Nicolson" che fa da prefazione alla sua ultima raccolta, scritta poco prima del suo suicidio, fornisce un'indicazione circa le origini autobiografiche della sua poesia:
Made public never words inspired by thee, 

Lest strangers' lips should carelessly rehearse 

Things that were sacred and too dear to me.
Thy soul was noble; through these fifteen years 

Mine eyes familiar, found no fleck nor flaw, 

Stern to thyself, thy comrades' faults and fears 

Proved generosity thine only law.
Small joy was I to thee; before we met 

Sorrow had left thee all too sad to save. 

Useless my love----as vain as this regret 

That pours my hopeless life across thy grave.»
Resi mai pubbliche parole ispirate da te,

Perché le labbra degli estranei non dovrebbero provare

Cose sacre e troppo care per me.
La tua anima fu nobile; in questi quindici anni

I miei occhi familiari, non trovarono né vizi né difetti,

Severo con te stesso, le colpe e le paure dei tuoi compagni

Prova di generosità la tua unica legge.
Piccola gioia ero per te; prima che ci incontrassimo

Il dolore ti aveva lasciato troppo triste per essere salvato.

Inutile amore mio... vano come questo rimpianto 

Che riversa la mia vita senza speranza sulla tua tomba.»
Lesley Blanch, nel suo libro Under A Lilac-Bleeding Star, incluse alcune informazioni biografiche sulla base di memorie inedite scritte da suo figlio. In Diaries and Letters from India, Violet Jacob ha fornito alcune informazioni sui Nicolson e gli ambienti in cui vissero.

## Opere derivate

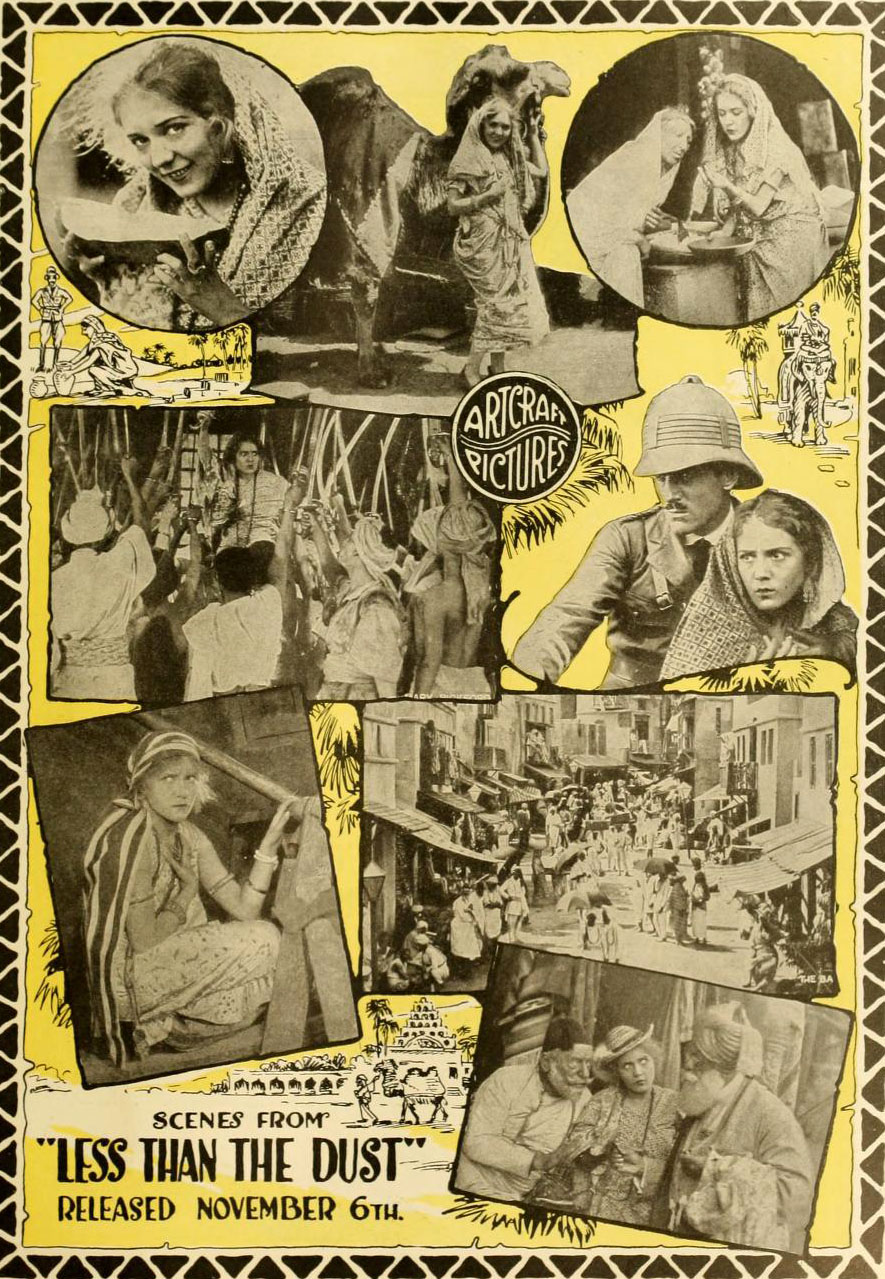
Pubblicità per il film di Pickford

- La vita e la poesia di Adela Nicolson hanno ispirato una vasta gamma di adattamenti, a cominciare dalle impostazioni musicali della compositrice britannica Amy Woodforde-Finden di quattro dei testi dal Giardino di Kama alla musica. Il più popolare di questi era Kashmiri Song. Dopo che le canzoni si sono rivelate un successo critico, Woodforde-Finden ha aggiunto quattro impostazioni di testi dal libro di Nicolson del 1903 Stars of the Desert . Il compositore afroamericano Harry Burleigh pubblicò Five Songs of Laurence Hope nel 1915.
- Il film di Mary Pickford Less Than the Dust (1916) è stato apparentemente ispirato alla poesia e alla canzone con lo stesso titolo. La Stoll Pictures pubblicò un film intitolato The Indian Love Lyrics nel 1923.
- Tra le opere letterarie di fantasia basate sulla vita o sulla poesia di Nicolson vi sono The Colonel's Lady di Somerset Maugham (Creatures of Circumstance, 1947). Questo è stato anche adattato in un segmento del film Passioni (Quartet, 1948). Tra le opere di fantasia successive vi sono Fate Knows no Tears di Mary Talbot Cross (1996) e That Bloody Female Poet (a book before Google) di Tim Orchard (2011).
- Negli anni dieci e venti furono create ed eseguite danze basate sul Giardino di Kama da Ruth St. Denis e Ted Shawn, Martha Graham e Michio Ito.